# Pteropus cognatus
Pteropus cognatus — вид рукокрилих, родини Криланових.

## Поширення, поведінка
Країни поширення: Соломонові острови. Був записаний від рівня моря до 350 м над рівнем моря. Цей вид часто бачили в невеликих кількостях (приблизно 3-6 особин) на плодових деревах недалеко від села, в цих умовах, вид більш уразливий для полювання.

## Загрози та охорона
На цей вид полюють заради їжі, також полюють за зубами, яке використовують в намисті. Натуральне сільське господарство перетворення землі у плантації какао і рисові ферми могли істотно вплинути на цей вид. Не відомо, чи вид присутній в будь-якій з природоохоронних територій.